# Déjà Vu (pel·lícula de 2006)
Déjà Vu és una pel·lícula de ciència-ficció de 2006 dirigida per Tony Scott. A la pel·lícula, un agent de l' ATF viatja en el temps per evitar un atac terrorista i per salvar una noia de la qual es va enamorar durant la investigació.

## Trama
El dia de Mardi Gras a Nova Orleans, el ferri Sen. Alvin T. Stumpf, portant un gran grup de mariners de la Marina dels EUA i les seves famílies pel Mississipi, explota i s'enfonsa, matant els 543 a bord. L'agent de l' ATF Doug Carlin és assignat per investigar l'explosió i descobreix que la massacre és el resultat d'un atac terrorista. Durant una reunió entre les forces de l'ordre que s'ocupen del cas, coneix l'agent de l'FBI Paul Pryzwarra i té l'oportunitat d'il·lustrar les seves troballes.
De tornada al seu despatx, Carlin és informat del descobriment d'un cos carbonitzat al riu. És el de Claire Kuchever i es va trobar, a diferència d'altres cossos, abans de l'explosió. Es creu que algú es va voler creure que era una de les víctimes del ferri, però que el descobriment del cos abans del previst va trair els plans de l'atac. Carlin també descobreix que el seu company d'equip, Larry Minuti, que s'ha anat de vacances, podria haver estat a bord del ferri.
Mentrestant, Pryzwarra, impressionat per les habilitats d'investigació de Doug, li demana que s'uneixi a la unitat de l'FBI que investiga el cas, utilitzant un sofisticat dispositiu anomenat "Blancaneus", que permet tenir imatges dels dies anteriors a l'atac. Inicialment s'explica a Doug que es tracta d'imatges reelaborades combinant càmeres de vigilància amb les subministrades per satèl·lits (els més de 4 dies de retard es deuen al temps de processament de les imatges), però li costa poc entendre que en realitat el El sistema permet mirar directament al passat (precisament 4 dies, 6 hores, 3 minuts, 45 segons, 14,5 nanosegons). El desavantatge del sistema és que permet veure els esdeveniments només una vegada i en temps real, encara que es puguin gravar imatges. Convençut que la Claire és un element crucial en la investigació, Carlin aconsegueix convèncer l'equip perquè segueixi específicament les seves accions.
Mentre l'equip examina el passat de la Claire a través de "Blancaneus", descobreixen el vincle entre ella i l'atacant: aquest últim està interessat a comprar el SUV que la Claire ha posat a la venda.
Durant la investigació, Doug té l'oportunitat de seguir els últims dies de la vida de Claire i enamorar-se d'ella. L'intel·ligent Doug no triga gaire a adonar-se que, a través del dispositiu espai-temps, també pot retrocedir en el temps i, de fet, decideix fer-ho, arriscant la seva pròpia vida, per intentar salvar la Claire i evitar el atac de ferri.
Doug i Claire van al ferri. En Doug intenta trobar i desarmar la bomba, però Oerstadt captura a Claire en el procés i la manté dins del vehicle on va posar la bomba. Es produeix un tiroteig brutal que culmina amb Doug que intenta negociar amb Oerstadt, però finalment l'agafa desprevingut i el mata. Entra al vehicle per intentar alliberar la Claire, però la policia els envolta i amenaça amb obrir foc. Per salvar tothom, en Doug empènyer el vehicle de l'extrem del ferri abans que exploti. La Claire s'escapa, però Doug, incapaç de sortir, mor a l'explosió submarina posterior. Mentre la Claire plora la mort d'en Doug, se li acosta un Doug Carlin idèntic, el del seu present, que la consola.

## Producció
La pel·lícula es basa en la investigació científica realitzada sobre el fenomen del déjà vu, i en particular en la teoria d'un multivers amb universos individuals destinats a creuar-se aleatòriament. L'assessor científic de la pel·lícula va ser el físic i cosmòleg Brian Greene.
Durant la producció hi va haver problemes considerables causats per l'huracà Katrina, de fet el rodatge es va traslladar inicialment fora de Nova Orleans ; després de la reconstrucció la companyia va tornar a la ciutat.

## Acollida
La pel·lícula va recaptar 180.557.550 dòlars a tot el món amb més de 64 milions de dòlars als Estats Units i el Canadà. La pel·lícula es va estrenar el 22 de novembre de 2006 a 3.108 sales, amb una recaptació de 20.574.802 dòlars el cap de setmana d'obertura.

## Edicions europees
La direcció del doblatge italià és de Massimiliano Alto, sobre diàlegs de Carlo Valli, per part de Cast Dubbing Srl. La sonorització, en canvi, va ser encarregada a SEFIT-CDC.

## Premis
- Premi Internacional Gold Reel[cal citació]